# 22512 Cannat
22512 Cannat è un asteroide della fascia principale. Scoperto nel 1998, presenta un'orbita caratterizzata da un semiasse maggiore pari a 2,5289892 UA e da un'eccentricità di 0,1909377, inclinata di 15,69037° rispetto all'eclittica.